# Cyrtandra ilocana
Cyrtandra ilocana är en tvåhjärtbladig växtart som beskrevs av Elmer Drew Merrill. Cyrtandra ilocana ingår i släktet Cyrtandra och familjen Gesneriaceae. Inga underarter finns listade i Catalogue of Life.